# 오타촌 (사이타마현 오사토군)
오타촌(太田村)은 사이타마현의 북부 오사토군에 속했던 촌이다. 

## 역사
- 1889년 4월 1일 - 정촌제 시행에 의해 하라군 오타촌이 성립하였다.
- 1896년 4월 1일 - 하라 군이 오사토 군, 하타라 군, 오부스마 군과 통합해 오사토 군이 된다.
- 1955년 1월 1일 - 메누마정, 하타촌, 오누마촌, 나가이촌과 합병해 메누마정이 되었다.